# Allium carmeli
Allium carmeli là một loài thực vật có hoa trong họ Amaryllidaceae. Loài này được Boiss. mô tả khoa học đầu tiên năm 1854.

## Hình ảnh

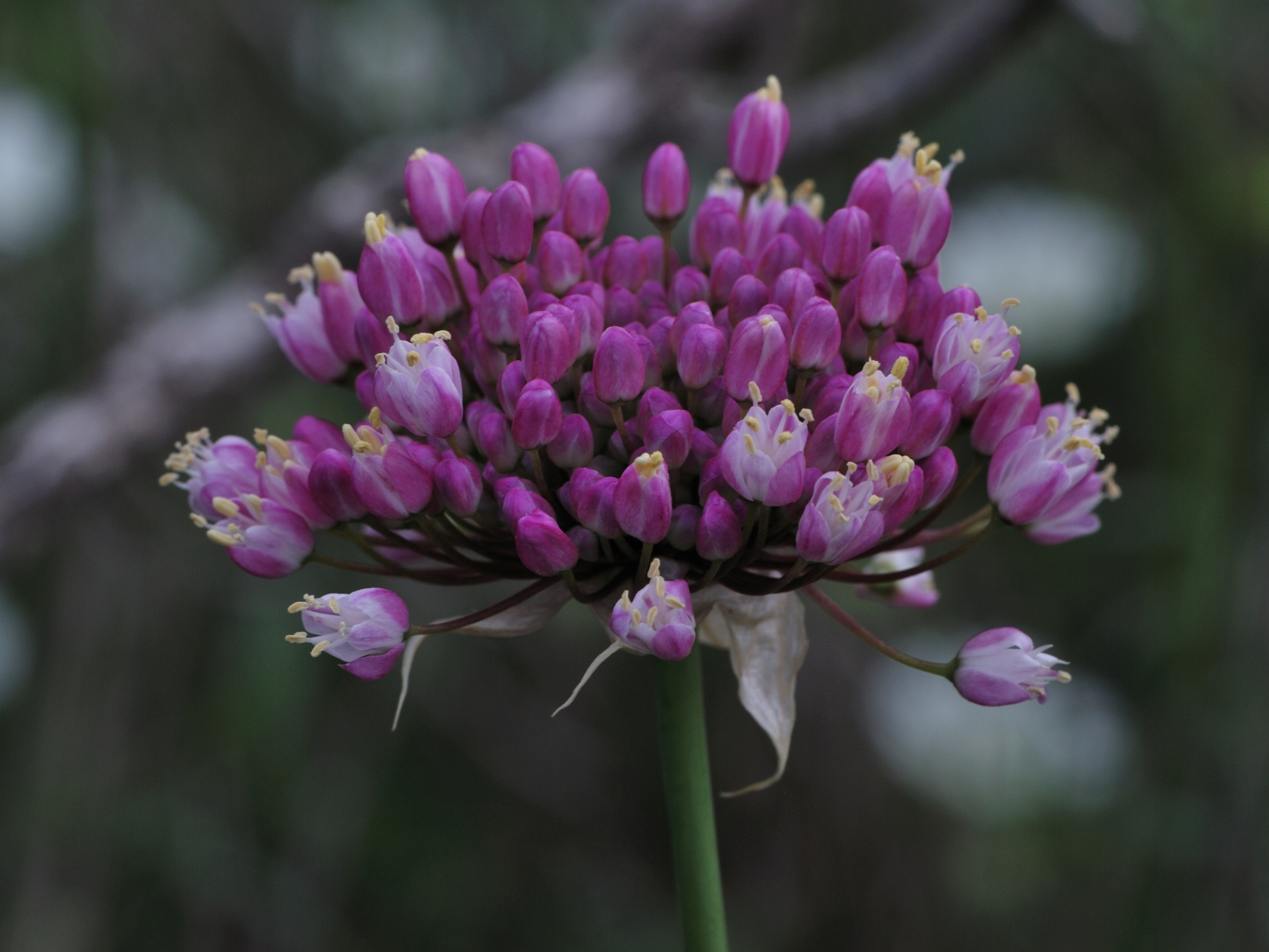